# Guadalupe Hidalgo, Tlaxcala
Guadalupe Hidalgo är en ort i Mexiko.   Den ligger i kommunen Acuamanala de Miguel Hidalgo och delstaten Tlaxcala, i den sydöstra delen av landet, 100 km öster om huvudstaden Mexico City. Guadalupe Hidalgo ligger 2 349 meter över havet och antalet invånare är 1 270.
Terrängen runt Guadalupe Hidalgo är platt åt nordväst, men åt sydost är den kuperad. Terrängen runt Guadalupe Hidalgo sluttar västerut. Runt Guadalupe Hidalgo är det mycket tätbefolkat, med 1 632 invånare per kvadratkilometer. Närmaste större samhälle är Tlaxcala de Xicohtencatl, 10,4 km norr om Guadalupe Hidalgo. I omgivningarna runt Guadalupe Hidalgo växer huvudsakligen savannskog.